# Wendy Melvoin
Wendy Melvoin (ur. 26 stycznia 1964 w Los Angeles) – amerykańska gitarzystka.
Znana głównie z występowania w zespole Prince'a – The Revolution, do którego dołączyła w maju 1983. Uczestniczyła w nagraniu chórków do utworu „Free” z albumu 1999, później jako gitarzystka zagrała na albumach: Purple Rain, Around the World in a Day oraz Parade. 
Po rozpadzie grupy w 1986 utworzyła wraz z Lisą Coleman kapelę Wendy and Lisa, a od 1998 grała w grupie Girl Bros.
Na przełomie lat 80. i 90. była w związku z Lisą Coleman. Następnie związała się z Lisą Cholodenko.